# Ardisia martinensis
Ardisia martinensis är en viveväxtart som beskrevs av C.L. Lundell. Ardisia martinensis ingår i släktet Ardisia och familjen viveväxter. Inga underarter finns listade i Catalogue of Life.